# Виля дел Рио
Виля дел Рио (на испански: Villa del Río) е населено място и община в Испания. Намира се в провинция Кордоба, в състава на автономната област Андалусия. Общината влиза в състава на района (комарка) Алто Гуадалкивир. Заема площ от 22 km². Населението му е 7451 души (по преброяване от 2010 г.). Разстоянието до административния център на провинцията е 52 km.

## Демография
| 1996 | 1998 | 1999 | 2000 | 2001 | 2002 | 2003 | 2004 | 2005 | 2006 |
| ---- | ---- | ---- | ---- | ---- | ---- | ---- | ---- | ---- | ---- |
| 7163 | 7149 | 7181 | 7171 | 7213 | 7265 | 7296 | 7358 | 7432 | 7433 |